# Oberschwarzen
Oberschwarzen ist eine Ortschaft in der Gemeinde Wipperfürth im Oberbergischen Kreis im Regierungsbezirk Köln in Nordrhein-Westfalen (Deutschland).

## Lage und Beschreibung
Der Ort liegt im Südwesten der Stadt Wipperfürth. Im Nordwesten der Ortschaft fließt der Schwarzenbach vorbei. Nachbarorte sind Mittelschwarzen, Grüterich, Hinterschöneberg Langensiefen und Hof.
Der Ort gehört zum Gemeindewahlbezirk 160 und damit zum Ortsteil Wipperfeld.

## Geschichte
1443 werden die Orte Ober-, Mittel- und Unterschwarzen erstmals unter der Bezeichnung „Swartau“ in einer Einkunfts- und Rechteliste des Kölner Apostelstiftes genannt. Die Karte Topographia Ducatus Montani aus dem Jahre 1715 zeigt an der Stelle von Oberschwarzen drei Höfe und bezeichnet diese mit „Schwarz“.  Aus der Charte des Herzogthums Berg von Carl Friedrich von Wiebeking von 1789 geht hervor, dass Schwarzen Titularort der Honschaft Schwarzen im Kirchspiel Wipperfeld war. Die Topographische Aufnahme der Rheinlande von 1825 zeigt auf umgrenztem Hofraum unter dem Namen „Ob. Schwarzen“ fünf getrennt voneinander liegende Grundrisse.

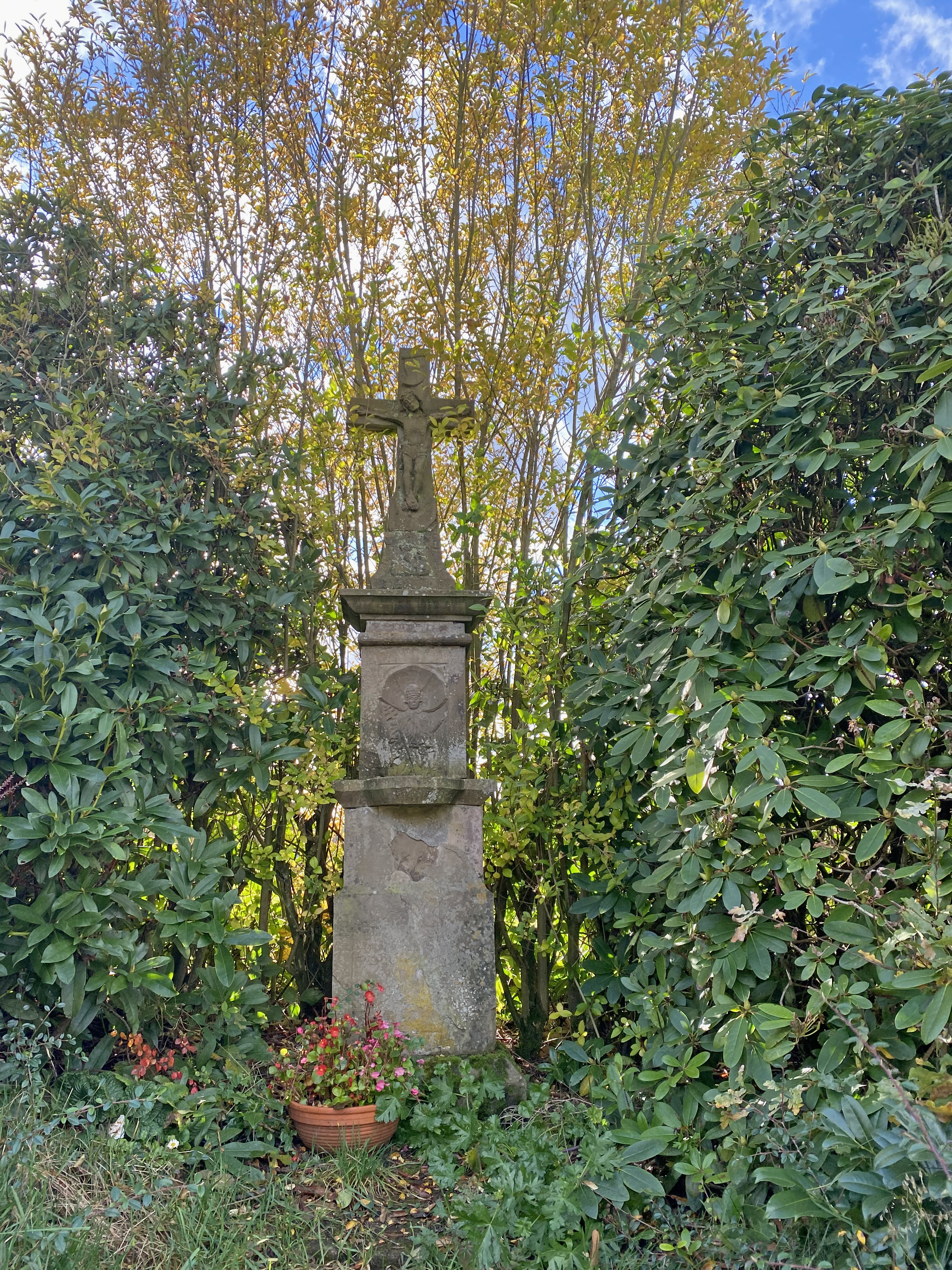
Wegekreuz Oberschwarzen (Baudenkmal)

Aus der zweiten Hälfte des 18. Jahrhunderts stammt ein im Ortsbereich stehendes Wegekreuz aus Sandstein.

## Busverbindungen
Über die Haltestelle Unterschwarzen der Linien 427 (VRS/OVAG) ist Oberschwarzen an den öffentlichen Personennahverkehr angebunden.

## Wanderwege
Der vom SGV ausgeschilderte Wipperfürther Rundweg führt durch den Ort.